# Åmli
Åmli er en kommune i Agder fylke i Norge. Den grænser i nord til Fyresdal og Nissedal, i øst til Vegårshei og Tvedestrand, i syd til Froland og i vest til Bygland. Højeste punkt i kommunen er  Trongedalsnuten  der er 929 meter over havet på Storrfjellet mod nord i kommunen, mellem Tovdal og Gjøvdal.
Åmli har i længere haft en nedgang i indbyggertallet, men dette ser nu ud til at vende.